# آیکونیکس
آیکونیکس یک متدلوژی توسعه نرم‌افزار است که از Rup و XP ی چابک، قدیمی‌تر است. همچون Rup فرایند آیکونیکس بر پایه یوزکیس‌های UML است، اما از Rup بسیار سبک وزن تر است. برخلاف روش‌های چابک و XP، نیازمندی‌ها و مستندات طراحی را کافی، اما بدون آنالیز فلج کننده فراهم می‌کند. این فرایند فقط چهار نمودار پایهٔ UML را در چهار قدم فرایند استفاده می‌کند که متن یوزکیس  را به کد کار تبدیل می‌کند.
تمایز اصلی آیکونیکس استفاده از آنالیز نیرومند است که یک متد برای پل زدن فضای بین آنالیز و طراحی است. آنالیز نیرومند ابهام را در توضیح یوزکیس به وسیله اطمینان از اینکه آنها در چارچوبی از مدل دامنه نوشته شده‌اند، کاهش می‌دهد. این پروسه یوزکیس را بسیار ساده‌تر از طراحی، آزمون و تخمین می‌کند.
اساساً این فرایند پایه آنالیز منطقی و فرایند طراحی و مدل کردن را توضیح می‌دهد، هر چند این فرایند بدون تغییر زیاد می‌تواند بر روی پروژه‌هایی که مدیر پروژه‌های متفاوت دارند استفاده شود.

## پیوند به خارج
- مرجع آیکونیکس (انگلیسی)
- سایت اصلی آموزش آیکونیکس (انگلیسی)
- وبلاگ آیکونیکس (انگلیسی)